# Stephen Colletti
Stephen Colletti (* 7. února 1986, Newport Beach, Kalifornie, Spojené státy americké) je americký herec. Nejvíce se proslavil rolí Chase Adamse v televizním seriálu stanice CW One Tree Hill.

## Životopis
Stephen se narodil v Newport Beach v Kalifornii, je synem Lorilee a Bruce Coletti. Má staršího bratra Johna a starší sestru Lauren. Navštěvoval Laguna Beach High School a San Francisco State University.

## Kariéra
V roce 2004 se objevil v reality show stanice MTV, která sleduje život teenagerů Laguna Beach: The Real Orange Country. Pro show pracoval po dvě série.
Po ukončení studiích na San Francisco State University se na rok vrátil do Los Angeles, aby se mohl věnovat herecké kariéře. V roce 2007 se objevil v epizodě dalšího seriálu stanice MTV The Hills.  V únoru 2009 se objevil ve videoklipu zpěvačky Taylor Swift k písničce "White Horse".
V lednu 2007 byl obsazen do vedlejší role televizního seriálu stanice CW One Tree Hill, kde zobrazoval postavu Chase Adamse. V listopadu 2010 byla jeho role povýšena na hlavní. Seriál se vysílal do roku 2012.
V roce 2012 se objevil ve vánočním filmu Vše o štědrém večeru a v roce 2013 získal roli v seriálu Hit the Floor.

## Filmografie

### Film
| Rok  | Název                     | Role               | Poznámky            |
| ---- | ------------------------- | ------------------ | ------------------- |
| 2005 | Cleats of Imminent Doom   | Bubeník            |                     |
| 2007 | Takoví normální puberťáci | Robert             |                     |
| 2009 | Duha v srdci              | Brandon            |                     |
| 2009 | What We Became            | Daniel Franklin    | krátkometrážní film |
| 2010 | Zabití Katie Malone       | Jim                |                     |
| 2014 | Celluloid Dreams          | Mladý Robert       | krátkometrážní film |
| 2015 | Summer Forever            | Austin Nicholas    |                     |
| 2016 | The Suicide Note          | Adam Bowen         |                     |
| 2016 | Frat Pack                 | Brad Schlonghauser |                     |
| 2017 | The Wedding Do Over       | Dan Clark          |                     |

### Televize
| Rok       | Název                                 | Role           | Poznámky                                           |
| --------- | ------------------------------------- | -------------- | -------------------------------------------------- |
| 2004–2005 | Laguna Beach: The Real Orange Country | Sám sebe       | Hlavní role (1.–2. řada), 27 dílů                  |
| 2004–2007 | Total Request Live                    | Sám sebe       | 3 díly                                             |
| 2006      | Celebrity Undercover                  | Sám sebe       | díl: „Stephen and Tyson's 24 Hour Spring Breakout“ |
| 2007–2012 | One Tree Hill                         | Chase Adams    | Vedlejší role (4.–9. řada), 57 dílů                |
| 2008      | The Hills                             | Sám sebe       | díl: „A Date with Past“                            |
| 2012      | Vše o štědrém večeru                  | Darren         | TV film                                            |
| 2013–2016 | Hit the Floor                         | Teddy Reynolds | 6 dílů                                             |
| 2014      | Status: Unknown                       | John           | TV film                                            |
| 2015      | The Eric Andre Show                   | Sám sebe       | díl: „Bird Up!“                                    |
| 2017      | Everyone is Doing Great               | Seth Stewart   | TV film                                            |